# Mikołaj Korsak
Mikołaj Korsak imię zakonne Rafał (ur. między 1595 a 1601 koło Nowogródka, zm. 28 sierpnia 1640 lub 1641 w Rzymie) – duchowny unicki, bazylianin, biskup koadiutor metropolity kijowskiego Józefa Welamina Rutskiego (od 1631 r.), biskup halicki (od 1633 r.), następnie biskup piński, metropolita kijowski (1637–1640), zwierzchnik Kościoła unickiego w Rzeczypospolitej. 

## Życiorys
W roku 1618 pobierał nauki z zakresu filozofii w Seminarium Papieskim w Braniewie. W 1621 roku studiował w Kolegium Greckim w Rzymie.
Był elektorem Władysława IV Wazy z województwa nowogródzkiego w 1632 roku.